# Tillmann Buttschardt
Tillmann K. Buttschardt, né en 1966 à Biberach an der Riß, est un géoécologue allemand.

## Biographie
Il est enseignant chercheur à l'Institut de technologie de Karlsruhe et chargé de cours (Vertretungsprofessur/Dozent für Landschaftskunde) pour les sciences du paysages à la Fachhochschule Eberswalde. Depuis 2010, il est professeur de géographie et d'écologie du paysage à l'université de Münster.
Un des rares scientifiques allemands francophones, il est considéré comme l'un des rares spécialistes allemands du Bénin et du Burkina Faso. Tillmann Buttschardt est un élève de Manfred Meurer.